# Premiul Globul de Aur pentru cel mai bun actor debutant
Premiul Globul de Aur pentru cel mai bun actor debutant a fost acordat prima dată în 1948. Între 1954 și 1965 erau anunțați mai mulți câștigători într-un an. Premiul a încetat să mai fie acordat începând cu 1983.

## Castigatori
- 1948 - Richard Widmark
- 1950 - Richard Todd, Gene Nelson
- 1952 - Kevin McCarthy
- 1953 - Richard Burton
- 1954 - Richard Egan, Steve Forrest, Hugh O'Brian
- 1955 - Joe Adams, George Nader, Jeff Richards
- 1956 - Russ Tamblyn, Ray Danton
- 1957 - Anthony Perkins, Paul Newman, John Kerr
- 1958 - James Garner, Patrick Wayne, John Saxon
- 1959 - John Gavin, Efrem Zimbalist, Jr., Bradford Dillman
- 1960 - George Hamilton, James Shigeta, Barry Coe, Troy Donahue
- 1961 - Michael Callan, Brett Halsey, Mark Damon
- 1962 - Bobby Darin, Warren Beatty , Richard Beymer
- 1963 - Terence Stamp, Keir Dullea, Peter O'Toole, Omar Sharif
- 1964 - Stathis Giallelis, Robert Walker, Jr., Albert Finney
- 1965 - George Segal, Topol, Harve Presnell
- 1966 - Robert Redford - Inside Daisy Clover
- 1967 - James Farentino - The War Lord
- 1968 - Dustin Hoffman - The Graduate
- 1969 - Leonard Whiting - Romeo and Juliet
- 1970 - Jon Voight - Midnight Cowboy
- 1971 - James Earl Jones - The Great White Hope
- 1972 - Desi Arnaz, Jr. - The Voyage of the Yes
- 1973 - Edward Albert - Butterflies Are Free
- 1974 - Paul Le Mat - American Graffiti
- 1975 - Joseph Bottoms - The Dove
- 1976 - Brad Dourif - One Flew Over the Cuckoo's Nest
- 1977 - Arnold Schwarzenegger - Stay Hungry
- 1979 - Brad Davis - Midnight Express
- 1980 - Rick Schroder - The Champ
- 1981 - Timothy Hutton - Ordinary People
- 1983 - Ben Kingsley - Gandhi